# Juice Wrld
Jarad Anthony Higgins (n. 2 decembrie 1998, Chicago, Illinois, SUA – d. 8 decembrie 2019, Oak Lawn⁠(d), Illinois, SUA), cunoscut sub numele său de scenă Juice WRLD, a fost un rapper, cântăreț și compozitor american. A fost cunoscut pentru single-urile sale „All Girls Are the Same”, „Lucid Dreams” și „Robbery”.
Născut în Chicago, Illinois, Juice Wrld a devenit cunoscut după lansarea single-ului „Lucid Dreams” în 2018, care a atins poziția 2 pe Billboard Hot 100 din SUA; acest lucru l-a ajutat să câștige un contract de înregistrare cu Grade A Productions și Interscope Records de Lil Bibby. „Lucid Dreams” a fost cel de-al doilea single pe albumul său de studio Goodbye & Good Riddance (2018), care a atins poziția 6 pe Billboard 200 din SUA și a fost certificat cu platină. Albumul a fost apreciat pozitiv de critici și a conținut alte patru single-uri: „All Girls Are the Same”, „Armed and Dangerous”, „Lean wit Me”, „Wasted”, toate clasate în Hot 100.
După ce a colaborat cu Future la mixtape-ul „Wrld on Drugs”, lansat în 2018 și ajuns pe locul doi în Billboard 200, Juice Wrld a lansat al doilea album, Death Race for Love, în 2019. A fost precedat de single-urile „Robbery” și „Hear Me Calling”, cu debut pe poziția 27 în Hot 100. Death Race for Love a debutat la numărul unu pe Billboard 200 și s-a bucurat de o primire critică în general pozitivă.

## Biografie
Jarad Anthony Higgins s-a născut pe 2 decembrie 1998, în Chicago, Illinois. În 1999, s-a mutat la Homewood, Illinois, și a frecventat liceul Homewood-Flossmoor. Părinții lui Higgins au divorțat când el avea vârsta de trei ani; ca urmare mama i-a crescut singură pe el și fratele său mai mare.
Higgins a fost un consumator de droguri grele în copilărie și adolescență. A început să bea lean în clasa a VI-a și să folosească oxicodonă și Xanax în 2013. Higgins a fumat și țigări o scurtă perioadă dar a renunțat în ultimul an de liceu din cauza unor probleme de sănătate.
A învățat să cânte la pian la patru ani, fiind inspirat de mama sa, care mai târziu a început să plătească pentru lecții de pian, urmate de chitară și tobe. Higgins a cântat de asemenea la trompetă în orchestra clasei. A început să ia rapul în serios în al doilea an de liceu.

## Viața personală
Higgins a avut o istorie de abuz de droguri care a început la o vârstă fragedă și a vorbit deschis despre experiențele sale. Mama lui a susținut că el se confruntă și cu anxietatea și depresia pe lângă lupta lui cu dependența de droguri. Higgins acceptase să participe la reabilitarea drogurilor cu săptămâni înainte de moartea sa.
În iunie 2018, Higgins a fost implicat într-un incident în care a căzut de pe o motocicletă, însă nu a suferit răni grave.
El locuia în Los Angeles cu iubita lui, Ally Lotti, la momentul morții sale. Cuplul a dezvăluit că se întâlneau prin Instagram în noiembrie 2018.

## Moarte
La 8 decembrie 2019, Higgins se afla la bordul unui avion privat Gulfstream care zbura de la Aeroportul Van Nuys din Los Angeles la Aeroportul Internațional Midway din Chicago. Oamenii legii așteptau sosirea avionului, fiind anunțați de agenții federali că în avion s-ar afla arme și droguri. Oamenii legii au dezvăluit ulterior că au găsit 70 lb (32 kg) de marijuana în aeronavă. Echipa de la bordul zborului le-a dezvăluit că Higgins a luat „mai multe pastile necunoscute”, inclusiv presupusa înghițire a mai multor pastile Percocet pentru a le ascunde în timp ce poliția era la bordul avionului scotocind bagajele. Higgins a fost transportat la spital, unde a fost și confirmat decesul acestuia câteva minute mai târziu.

## Discografie
- Goodbye & Good Riddance (2018)
- Death Race for Love (2019)
- Legends Never Die (2020)
- Fighting Demons (2021)
- The Party Never Ends (2024)